# بنشبري
بَنْشبرِي (بالسنسكريتية: पर्णशबरी)‏، هو إلهٌ هندوسيٌّ عمدت البوذيةُ إلى تبنِّيهِ إلهًا خاصًا بالأمراض. وجرى الاعتقادُ أنَّ التوجُّهَ إليهِ بالعبادةِ كفيلٌ بأنْ يدفعَ شرَّ الأوبئةِ، وذلك بحمايةِ من يرفَع إليهِ الصلوات.